# Wahlen 1946
◄◄ | ◄ | 1942 | 1943 | 1944 | 1945 | Wahlen 1946 | 1947 | 1948 | 1949 | 1950 | ► | ►►

Weitere Ereignisse
Folgende Wahlen fanden im Jahr 1946 statt:

## Deutschland
In ganz Deutschland fanden im Jahr 1946 als erste Wahlen nach dem Ende der Zeit des Nationalsozialismus Kommunalwahlen statt, die von den alliierten Militärregierungen organisiert wurden, nämlich:
- Am 21. Mai die Kommunalwahlen in der Amerikanischen Besatzungszone,[1] darunter die
  - Kommunalwahlen in Hessen 1946
- Am 12. September die Kommunalwahlen in der Britischen Besatzungszone[2][3] darunter die 
  - Kommunalwahlen in Niedersachsen 1946
- Ebenfalls im September die Kommunalwahlen in der Sowjetischen Besatzungszone (SBZ)
- Am 20. Oktober die Wahlen zur Stadtverordnetenversammlung von Groß-Berlin

Anschließend fanden in den deutschen Ländern folgende weiteren Wahlen statt:
- Am 30. Juni die Wahl zur Verfassunggebende Landesversammlung Württemberg-Baden
- Am 30. Juni die Wahl zur Verfassunggebenden Landesversammlung in Bayern
- Am 30. Juni die Wahl zur Verfassungsberatenden Landesversammlung in Groß Hessen
- Am 13. Oktober die Bürgerschaftswahl in Bremen
- Am 13. Oktober die Bürgerschaftswahl in Hamburg
- Am 20. Oktober die Landtagswahlen in der sowjetischen Besatzungszone (Brandenburg, Mecklenburg-Vorpommern, Sachsen, Sachsen-Anhalt und Thüringen)
- Am 24. November die Landtagswahl in Württemberg-Baden
- Am 1. Dezember die Landtagswahl in Bayern, gleichzeitig findet ein Volksentscheid über die Verfassung des Freistaates Bayern statt.
- Am 1. Dezember die Landtagswahl in Hessen

## Andere Länder
- Bulgarien, 8. September: Volksabstimmung zur Abschaffung der Monarchie, siehe auch Geschichte Bulgariens#Kommunistische Machtergreifung
- Bulgarien, 27. Oktober: Wahl zur Verfassunggebenden Versammlung
- Färöische Volksabstimmung über den Status der Inseln am 14. September
- Frankreich: 
  - Verfassungsreferendum (Référendum constitutionnel) am 5. Mai 1946. 52,8 % lehnen es ab; daraufhin
  - Wahl einer Verfassunggebenden Versammlung am 2. Juni 1946
  - Verfassungsreferendum am 13. Oktober 1946
  - Parlamentswahl in Frankreich November 1946, die erste der Vierten Französischen Republik
- Parlamentswahl in Griechenland am 31. März
- Parlamentswahl in Island am 30. Juni
- Italien, 2./3. Juni 1946: Wahl einer verfassunggebenden Versammlung und Verfassungsreferendum
- Wahl zum japanischen Unterhaus am 10. April
- Präsidentschaftswahl in Kolumbien am 5. Mai (siehe Mariano Ospina Pérez)
- Parlamentswahl in den Niederlanden am 17. Mai
- Wahlen zum Generalrat in Niger am 15. Dezember
- Parlamentswahl in Rumänien am 19. November (manipulierte Scheinwahl mit Einheitsliste)
- Parlamentswahlen in der Tschechoslowakei am 26. Mai
- Parlamentswahl in der Türkei am 21. Juli
- Kommunalwahl in der Türkei am 26. Mai
- Präsidentschafts- und Parlamentswahlen in Uruguay am 24. November
- Vereinigte Staaten, 5. November: 
  - Wahl zum US-Senat
  - Wahl zum Repräsentantenhaus